# Olavius algarvensis
Olavius algarvensis is een ringworm uit de familie van de Naididae. De wetenschappelijke naam van de soort is voor het eerst geldig gepubliceerd in 1998 door Giere, Erséus & Stuhlmacher.